# Mokpwe jezik
Mokpwe jezik (ISO 639-3: bri; ostali nazivi: bakpwe, bakwedi, bakwele, bakweri, bekwiri, kwedi, kweli, kwili, kwiri, mokpe, ujuwa, vakweli, vambeng), nigersko-kongoanski jezik iz Kameruna kojim govori 32 200 ljudi (1982 SIL) u regiji South-West.
Većina govori i kamerunski pidžin [wes] ili duala [dua]. Klasificira se s još šest jezika u podskupinu duala (A.20), sjeverozapadna bantu skupina u zoni A.

## Vanjske poveznice
- Ethnologue (14th)
- Ethnologue (15th)